# Pavao Martić
Pavao Martić (Split, 9. rujna 1940.) hrvatski je veslač. Veslao je za Hrvatski veslački klub Mornar. Nastupio za reprezentaciju Jugoslavije na Europskom prvenstvu u veslanju 1964. u Amsterdamu u osmercu gdje je osvojio brončanu medalju. U istoj posadi natjecao se dva mjeseca kasnije u osmercu na Ljetnim olimpijskim igrama 1964. gdje su osvojili četvrto mjesto. Cijela posada primljena je u Kuću slavnih slovenskih sportaša 2012.